# میودراگ بوژوویچ
میودراگ بوژوویچ (انگلیسی: Miodrag Božović؛ زادهٔ ۲۲ ژوئن ۱۹۶۸) بازیکن پیشین و سرمربی  فوتبال اهل مونته‌نگرو است.

## عملکرد باشگاهی
بوژوویچ که یک مدافع میانی بلند قامت بود در کنار بازیکنان مطرح یوگسلاوی و مونته‌نگرو پردراگ میاتوویچ و دژان ساویسویچ در باشگاه فوتبال فودبالسکی بودوچنست و باشگاه فوتبال ستاره سرخ بلگراد بازی کرده است.
از باشگاه‌هایی دیگری که در آن بازی کرده است می‌توان به مادورا یونایتد، اِیپاپ کینیراس، آویسپا فوکوئوکا، والویک و آر بی اس روسندال اشاره کرد.

## عملکرد ملی
میودراگ بوژوویچ در تیم ملی فوتبال زیر ۲۱ سال یوگسلاوی بازی کرده است.

## عملکرد مربیگری
وی در تیم‌های مختلفی در کشور روسیه و مونته‌نگرو و صربستان سرمربیگری کرده است.
در ۵ اکتبر ۲۰۱۸، او قراردادی ۲ ساله با تیم کریلیا سووتوف سامارا امضا کرد. وی ۴۸ بازی به‌عنوان سرمربی سامارا حضور داشت و پس از ۱۲ برد و ۲۹ باخت، در ۲۸ ژوئن ۲۰۲۰ با توافق دوجانبه کریلیا سووتوف را ترک کرد، این در حالی بود که تیم در آخرین رده جدول لیگ قرار داشت
در ۳ سپتامبر ۲۰۲۱، او به آرسنال تولا بازگشت. آرسنال در پایان لیگ برتر روسیه ۲۲–۲۰۲۱ پس از کسب آخرین رتبه به لیگ دسته پایین‌تر سقوط کرد.
در ۲۴ دسامبر ۲۰۲۳، بوژوویچ به عنوان سرمربی جدید باشگاه نفتچی لیگ برتر فوتبال جمهوری آذربایجان معرفی شد.در ۲۴ می ۲۰۲۴، یک روز پس از پایان فصل، مسوولان نفتچی باکو اعلام کردند که قرارداد خود را با بوژوویچ تمدید نخواهند کرد.
در ۵ ژوئیه ۲۰۲۴ بوژوویچ به‌عنوان سرمربی تیم لیگ برتری ایران، استقلال خوزستان معرفی شد.در ۲۳ نوامبر ۲۰۲۴ وی با شکست یک بر صفر مقابل تیم دسته اولی پیکان از رقابت‌های جام حذفی ایران حذف شد در ۲۰ فوریه ۲۰۲۵ و پس از باخت ۳ بر صفر مقابل چادرملو اردکان بوژوویچ به‌دلیل پرداخت نشدن مطالبات، قرارداد اش را با باشگاه استقلال خوزستان فسخ کرد
در ۲۶ فوریه ۲۰۲۵ بوژوویچ به عنوان سرمربی تیم استقلال تهران معرفی شد. در ۳ اردیبهشت ۱۴۰۴ اعلام شد که او برکنار شده و مجتبی جباری به عنوان سرمربی جدید معرفی می‌شود. ناکامی‌های اخیر استقلال از دلایل برکناری او اعلام شده است.

## افتخارات

### به عنوان بازیکن
ستاره سرخ
- جام حذفی فوتبال صربستان و مونته‌نگرو(۱): ۹۳–۱۹۹۲

### به عنوان مربی
روستوف
- جام حذفی فوتبال روسیه(۱): ۱۴–۲۰۱۳

ستاره سرخ
- سوپر لیگ فوتبال صربستان(۱): ۱۶–۲۰۱۵

## آمار مربیگری
تا تاریخ ۲۳ آوریل ۲۰۲۵
| تیم                  | کشور             | از              | تا              | رکورد | رکورد | رکورد | رکورد | رکورد   |
| تیم                  | کشور             | از              | تا              | G     | W     | D     | L     | پیروز % |
| -------------------- | ---------------- | --------------- | --------------- | ----- | ----- | ----- | ----- | ------- |
| آمکار پرم            | روسیه            | ۸ ژانویه ۲۰۰۸   | ۳۱ دسامبر ۲۰۰۸  | ۳۲    | ۱۵    | ۹     | ۸     | ۰۴۷     |
| مسکو                 | روسیه            | ۱ ژانویه ۲۰۰۹   | ۱ ژوئن ۲۰۱۰     | ۳۴    | ۱۶    | ۹     | ۹     | ۰۴۷     |
| دینامو مسکو          | روسیه            | ۲۷ آوریل ۲۰۱۰   | ۲۱ آوریل ۲۰۱۱   | ۳۱    | ۱۱    | ۱۱    | ۹     | ۰۳۵     |
| آمکار پرم            | روسیه            | ۲۹ سپتامبر ۲۰۱۱ | ۱ ژوئن ۲۰۱۲     | ۱۹    | ۹     | ۵     | ۵     | ۰۴۷     |
| روستوف               | روسیه            | ۱۱ ژوئن ۲۰۱۲    | ۲۵ سپتامبر ۲۰۱۴ | ۸۳    | ۲۸    | ۱۹    | ۳۶    | ۰۳۴     |
| لوکوموتیو مسکو       | روسیه            | ۴ اکتبر ۲۰۱۴    | ۱۱ مه ۲۰۱۵      | ۲۱    | ۱۰    | ۶     | ۵     | ۰۴۸     |
| ستاره سرخ            | صربستان          | ۲ ژوئن ۲۰۱۵     | ۷ مهٔ ۲۰۱۷       | ۸۴    | ۶۳    | ۱۱    | ۱۰    | ۰۷۵     |
| آرسنال تولا          | روسیه            | ۱۸ ژوئن ۲۰۱۷    | ۲۵ مهٔ ۲۰۱۸      | ۳۱    | ۱۲    | ۶     | ۱۳    | ۰۳۹     |
| کریلیا سووتوف سامارا | روسیه            | ۵ اکتبر ۲۰۱۸    | ۲۸ ژوئن ۲۰۲۰    | ۴۹    | ۱۳    | ۷     | ۲۹    | ۰۲۷     |
| آرسنال تولا          | روسیه            | ۳ سپتامبر ۲۰۲۱  | ۲۱ ژوئن ۲۰۲۲    | ۲۸    | ۶     | ۸     | ۱۴    | ۰۲۱     |
| نفتچی باکو           | جمهوری آذربایجان | ۲۴ دسامبر ۲۰۲۳  | ۲۶ مهٔ ۲۰۲۴      | ۲۴    | ۱۰    | ۵     | ۹     | ۰۴۲     |
| استقلال خوزستان      | ایران            | ۵ ژوئیه ۲۰۲۴    | ۲۵ فوریه ۲۰۲۵   | ۲۱    | ۵     | ۸     | ۸     | ۰۲۴     |
| استقلال تهران        | ایران            | ۲۶ فوریه ۲۰۲۵   | ۲۳ آوریل ۲۰۲۵   | ۹     | ۰     | ۵     | ۴     | ۰۰۰٫۰۰  |
| مجموع                | مجموع            | مجموع           | مجموع           | ۴۶۶   | ۱۹۸   | ۱۰۹   | ۱۵۹   | ۰۴۲     |